# Litauischer Meister (Eishockey)
Diese Liste erhält alle Litauischen Meister im Eishockey. Nationale Meisterschaften wurden in Litauen von 1925 bis 1940 und nach dem Zerfall der Sowjetunion im Jahr 1991 ausgetragen.
Rekordmeister ist der SC Energija Elektrėnai mit 22 Titeln, der zwar von 2003 bis 2012 in der lettischen Meisterschaft spielte und von 2013 bis 2019 in der Wysschaja Liga auf dem Eis stand, aber immer noch an der Litauischen Eishockeymeisterschaft teilnimmt.

## Meister bis 1940
- 1926 LFLS Kaunas
- 1927 LFLS Kaunas
- 1928 LFLS Kaunas
- 1929 SMTSK Kaunas
- 1930 (keine Meisterschaft)
- 1931 LFLS Kaunas
- 1932 LGSF Kaunas
- 1933 LGSF Kaunas
- 1934 LFLS Kaunas
- 1935 (Meisterschaft nicht beendet)
- 1936 (Meisterschaft nicht beendet)
- 1937 LGSF Kaunas
- 1938 Tauras Kaunas
- 1939 KJK Kaunas
- 1940 Tauras Kaunas

## Meister ab 1991
- 1992: SC Energija
- 1993: SC Energija
- 1994: SC Energija
- 1995: SC Energija
- 1996: SC Energija
- 1997: SC Energija
- 1998: SC Energija
- 1999: SC Energija
- 2000: Viltis Elektrenai
- 2001: SC Energija
- 2002: Garsu Pasaulis Vilnius
- 2003: SC Energija
- 2004: SC Energija
- 2005: SC Energija
- 2006: SC Energija
- 2007: SC Energija
- 2008: SC Energija
- 2009: SC Energija
- 2010: Sporto Centras Elektrenai
- 2011: Sporto Centras Elektrenai
- 2012: SC Energija
- 2013: SC Energija
- 2014: Delovaja Rus Kaliningrad
- 2015: Delovaja Rus Kaliningrad
- 2016: SC Energija
- 2017: SC Energija[1]
- 2018: SC Energija
- 2019: SC Energija
- 2020: (Meisterschaft nicht beendet wegen der COVID-19-Pandemie)
- 2021: Kaunas Hockey
- 2022: Vilnius Hockey Punks